# Ortholfersia
Ortholfersia à một chi ruồi hút máu thuộc họ ruồi rận Hippoboscidae. Có 4 loài. Chúng đều sống ký sinh trên Macropods.

## Phân bố
Tìm thấy ở Úc, và một số vùng khác.

## Phân loại
- Chi Ortholfersia Speiser, 1902

- Nhóm loài 'a'

- M. minuta Paramonov, 1954

- Nhóm loài 'b'

- M. bequaerti Maa, 1962
- M. macleayi (Leach, 1817)
- M. phaneroneura Speiser, 1902